# Bytjärnen (Brunskogs socken, Värmland)
Bytjärnen är en sjö i Arvika kommun i Värmland och ingår i Göta älvs huvudavrinningsområde. Sjön har en area på 0,0834 kvadratkilometer och ligger 81,1 meter över havet.

## Delavrinningsområde
Bytjärnen ingår i det delavrinningsområde (661812-133076) som SMHI kallar för Mynnar i Värmeln. Medelhöjden är 165 meter över havet och ytan är 40,91 kvadratkilometer. Det finns inga avrinningsområden uppströms utan avrinningsområdet är högsta punkten. Vattendraget som avvattnar avrinningsområdet har biflödesordning 4, vilket innebär att vattnet flödar genom totalt 4 vattendrag innan det når havet efter 302 kilometer. Avrinningsområdet består mestadels av skog (71 procent) och jordbruk (11 procent). Avrinningsområdet har 0,77 kvadratkilometer vattenytor vilket ger det en sjöprocent på 1,9 procent. Bebyggelsen i området täcker en yta av 0,7 kvadratkilometer eller 2 procent av avrinningsområdet.